# UTC-4:30
UTC-4:30 era un fuso orario, in ritardo di 4 ore e 30 minuti sull'UTC.

## Zone
Era utilizzato nei seguenti territori:
- Venezuela.

## Geografia
Il fuso orario è stato introdotto nell'agosto 2007 dal presidente venezuelano Hugo Chávez.
A partire dal 1º maggio 2016 il paese è tornato ad utilizzare il fuso precedente, l'UTC-4, abbandonando quindi e rendendo non più utilizzato da alcuno stato l'orario.